# Baikia africana
Genre
Espèce
Statut de conservation UICN

 DD  : Données insuffisantes
Baikia africana, unique représentant du genre Baikia, est une espèce d'amphisbènes de la famille des Amphisbaenidae.

## Répartition
Cette espèce est endémique du nord du Nigeria. Sa présence est incertaine au Cameroun.

## Description
Ce sont des reptiles apodes.

## Étymologie
Le genre Baikia a été donné en l'honneur de l'explorateur et médecin William Balfour Baikie.
Le nom de cette espèce, africana, fait référence à sa répartition géographique, située en Afrique.

## Publication originale
- Gray, 1865 : A revision of the genera and species of amphisbaenians with the descriptions of some new species now in the collection of the British Museum. Proceedings of the Zoological Society of London, vol. 1865, p. 442-455 (texte intégral).